# 14683 Remy
14683 Remy è un asteroide della fascia principale. Scoperto nel 1999, presenta un'orbita caratterizzata da un semiasse maggiore pari a 2,2764351 UA e da un'eccentricità di 0,1570563, inclinata di 5,00265° rispetto all'eclittica.